# 76-й армейский корпус (вермахт)
76-й армейский корпус (нем. LXXVI. Armeekorps) — соединение вермахта во время Второй мировой войны.

## История
76-й армейский корпус сформирован 29 июня 1943 во Франции на базе 66-го резервного корпуса. 22 июля 1943 переименован в 76-й танковый корпус (нем. LXXVI. Panzerkorps).

## Состав корпуса
- 476-й корпусный разведывательный батальон;
- 476-й корпусный батальон снабжения[1].

## Командование

### Командующий
- с 29 июня 1943 по 22 июля 1943, генерал-лейтенант Трауготт Херр (нем. Traugott Herr).

### Начальник штаба
- с июля 1943 по 22 июля 1943, полковник Хеннинг-Вернер Рункель.

### Офицер Генерального штаба
- с июня 1943 по 22 июля 1943, майор Карл-Гидеон фон Клаер.

## Район боевых действий
- Франция и Италия: июль 1943.